# Reprezentacja Australii w hokeju na trawie mężczyzn
Reprezentacja Australii w hokeju na trawie mężczyzn („Kookaburras“) jest jednym z najsilniejszych zespołów na świecie. Zdobyła w swej historii złoty medal Igrzysk Olimpijskich w 2004 roku oraz trzy tytuły Mistrza świata w 1986, 2010 i 2014 roku.
Piętnastokrotnie zwyciężała w Champions Trophy (1983, 1984, 1985, 1989, 1990, 1993, 1999, 2005, 2008, 2009, 2010, 2011, 2012, 2016, 2018). Siedem razy wygrywała w Igrzyskach Wspólnoty Narodów (1998, 2002, 2006, 2010, 2014, 2018, 2022) oraz dwanaście razy triumfowała w Pucharze Oceanii (1999, 2001, 2003, 2005, 2007, 2009, 2011, 2013, 2015, 2017, 2019, 2023).

## Osiągnięcia

### Igrzyska olimpijskie
- nie wystąpiła - 1908
- nie wystąpiła - 1920
- nie wystąpiła - 1928
- nie wystąpiła - 1936
- nie wystąpiła - 1948
- nie wystąpiła - 1952
- 5. miejsce - 1956
- 6. miejsce - 1960
- 3. miejsce - 1964
- 2. miejsce - 1968
- 5. miejsce - 1972
- 2. miejsce - 1976
- nie wystąpiła - 1980
- 4. miejsce - 1984
- 4. miejsce - 1988
- 2. miejsce - 1992
- 3. miejsce - 1996
- 3. miejsce - 2000
- 1. miejsce - 2004
- 3. miejsce - 2008
- 3. miejsce - 2012
- 6. miejsce - 2016
- 2. miejsce - 2020
- 6. miejsce - 2024

### Mistrzostwa świata
- 8. miejsce - 1971
- nie wystąpiła - 1973
- 5. miejsce - 1975
- 3. miejsce - 1978
- 3. miejsce - 1982
- 1. miejsce - 1986
- 3. miejsce - 1990
- 3. miejsce - 1994
- 4. miejsce - 1998
- 2. miejsce - 2002
- 2. miejsce- 2006
- 1. miejsce - 2010
- 1. miejsce - 2014
- 3. miejsce - 2018
- 4. miejsce - 2023

### Igrzyska Wspólnoty Narodów
- 1. miejsce - 1998
- 1. miejsce - 2002
- 1. miejsce - 2006
- 1. miejsce - 2010
- 1. miejsce - 2014
- 1. miejsce - 2018
- 1. miejsce - 2022